# Summilux
Le nom Summilux est utilisé originellement par la firme Leica, pour désigner des objectifs dont l'ouverture maximale est de ƒ/1.4. La gamme Summilux, souvent associée au luxe chez Leica, a été créée en 1959 et est toujours, en 2024, fabriquée. 

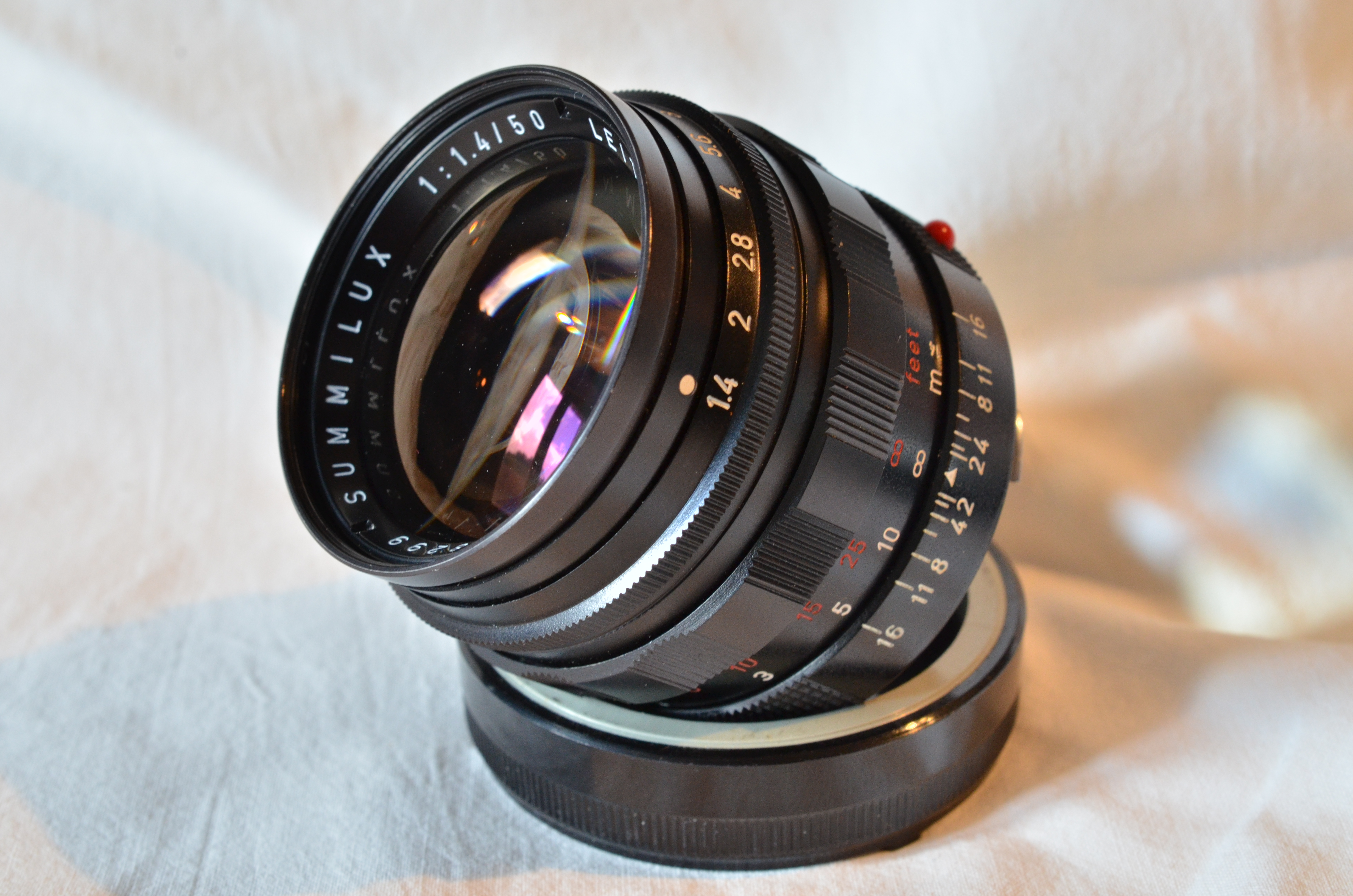
Leica Summilux 50mm 1.4 noir

## Origine du nom
Le nom "Summilux" provient de la combinaison de summum (en Latin, « le plus haut ») et lux (en Latin, « lumière »). Créée à la base pour la monture M, elle représentait à son époque les meilleures optiques produites par Leica, autant en termes de qualité qu'en termes de luminosité. Cependant, en 1966, Leitz développe une optique encore plus lumineuse : le Noctilux, qui ouvre à ƒ/1.2. 

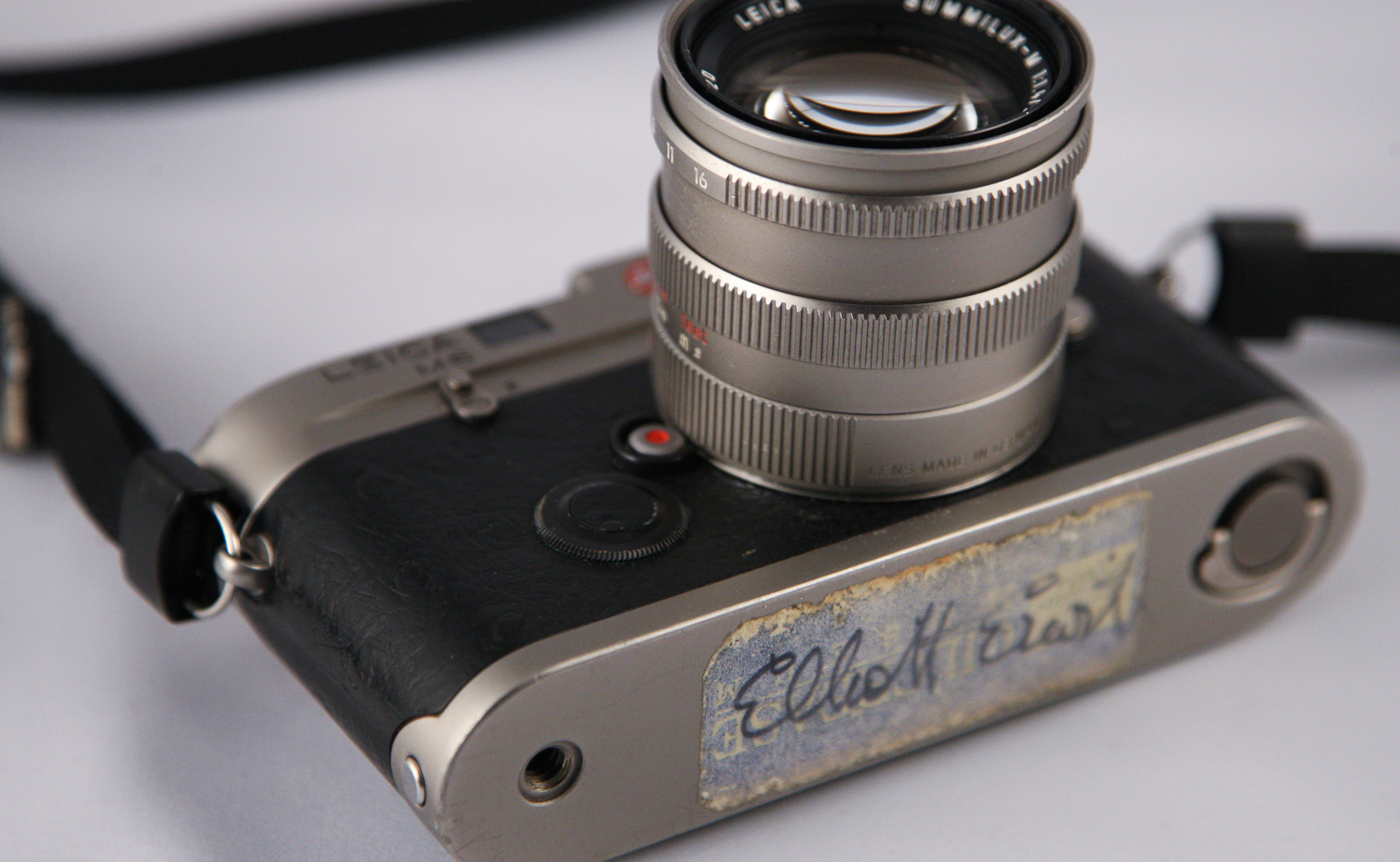
Leica M6 Titanium avec Summilux 50mm 1.4 et la signature d'Elliott Erwitt

## Évolution
De nos jours, le nom Summilux n'est plus utilisé uniquement par Leica, mais également par Panasonic Lumix, et désigne des optiques pour lesquelles l'ouverture va de ƒ/1.4 à ƒ/1.7. La monture M n'est plus la seule à utiliser des optiques dénommées Summilux. On retrouve également cette désignation sur des optiques Leica SL ou bien encore sur la gamme Leica Q.

## Sur le marché
De par leur qualité de fabrication supérieure et leur conception plus complexe que les optiques à plus petite ouverture, comme les Summicron, la gamme Summilux se place dans le haut de gamme chez Leica, avec des prix atteignant plus de 5 000€, même pour des optiques "de base". Les Summicron sont donc plus souvent préférés aux Summilux, et se retrouvent généralement davantage sur le marché de l'occasion.
Cependant, les Summilux ne constituent pas le haut de gamme ultime de chez Leica. Des optiques telles que les Noctilux peuvent atteindre des prix supérieurs à 12 000€.

## Dans la culture
Le site Internet et forum summilux.net fait référence à cette gamme d'objectifs.

## Liste des optiques Summilux

### Pour le systèmeLeica M
- Summilux-M 21mm ƒ/1.4 ASPH
- Summilux-M 24mm ƒ/1.4 ASPH
- Summilux-M 28mm ƒ/1.4 ASPH
- Summilux-M 35mm ƒ/1.4
- Summilux-M 50mm ƒ/1.4
- Summilux-M 50mm ƒ/1.4 ASPH
- Summilux-M 75mm ƒ/1.4
- Summilux-M 90mm ƒ/1.5 ASPH

### Pour le système Leica R
- Summilux-R 35mm ƒ/1.4
- Summilux-R 50mm ƒ/1.4 - Version 1
- Summilux-R 50mm ƒ/1.4 - Version 2
- Summilux-R 50mm ƒ/1.4 - Version 3 (Avec contacts ROM)
- Summilux-R 80mm ƒ/1.4